# دلتاکروناویروس
دلتاکروناویروس (نام علمی: Deltacoronavirus) نام یک سرده از خانواده کروناویریده است.